# On aurait dû aller en Grèce
Pour plus de détails, voir Fiche technique et Distribution.
On aurait dû aller en Grèce est une comédie française réalisée par Nicolas Benamou et sortie en 2024,.

## Fiche technique
Sauf indication contraire, les informations mentionnées dans cette section peuvent être confirmées par les bases de données cinématographiques IMDb et Allociné,  présentes dans la section « Liens externes ».
- Titre original : On aurait dû aller en Grèce
- Réalisation : Nicolas Benamou
- Scénario : Jérôme Lhotsky, Pierre-Marie Mosconi et Michel Ferracci
- Musique : Olivier Rabat
- Décors : Dominique Jonny
- Costumes : Vincent Garson
- Photographie : Olivier Guerbois
- Son : Jean-Christophe Lion, Sébastien Wera, Mélanie Blouin et Julien Perez
- Montage : Olivier Michaut-Alchourroun et Nicolas Pangos
- Production : Jérôme Lhotsky et Anne Kaigre
  - Coproduction : Jean-Michel Lorenzi, Romeo Cirone, Jean-Charles Felli, Guillaume Natas, Florent Steiner, Christophe Larue, Jean-Christophe Savelli et Olivier Rabat
- Sociétés de production : Writerz, Save Ferris, YTA Productions et Ev.L Prod
- Sociétés de distribution : Moonlight Films Distribution
- Pays de production :  France
- Langue originale : français
- Format : couleur
- Genre : Comédie
- Durée : 82 minutes
- Dates de sortie :
  - France : 
    - 30 juillet 2024 (Lama)
    - 13 novembre 2024 (en salles)

## Distribution
- Gérard Jugnot : Christian Rousselot
- Virginie Hocq : Marie-Céline Rousselot
- Claudia Bacos : Anne-Sophie Rousselot
- Orféo Campanella : Emmanuel Rousselot
- Charlotte Gabris : Serena Campana
- Michel Ferracci : Antoine
- Frédéric Poggi : Ange
- Élie Semoun : Capitaine Fiamma
- Vincent Desagnat : Berthier
- Pierre-Marie Mosconi : Toussaint
- François Bureloup : le chef du GIGN
- Jean-Christophe Federicci : un membre du GIGN
- Thierry Lhermitte : Laroche (voix)

### Bande originale
- Mourir sur scène : Dalida. (Lorsque Emmanuel fait son Coming out artistique; à la fin du film lorsque les Rousselot sont dans l’hélicoptère).

## Adaptation au théâtre
En 2025, le film qui était au départ une pièce revient au théâtre dans une mise en scène d'Anne Bourgeois avec Daniel Russo, Ariane Séguillon et Michel Ferracci au Théâtre du Gymnase Marie-Bell de Paris.